# Браниця (Мазовецьке воєводство)
Браниця (пол. Branica) — село в Польщі, у гміні Радзанув Білобжезького повіту Мазовецького воєводства.
Населення — 227 осіб (2011).
У 1975-1998 роках село належало до Радомського воєводства.

## Демографія
Демографічна структура станом на 31 березня 2011 року:
|          | Загалом | Допрацездатний вік | Працездатний вік | Постпрацездатний вік |
| -------- | ------- | ------------------ | ---------------- | -------------------- |
| Чоловіки | 120     | 36                 | 71               | 13                   |
| Жінки    | 107     | 27                 | 58               | 22                   |
| Разом    | 227     | 63                 | 129              | 35                   |